# Eudontomyzon mariae
La lampreda ucraina (Eudontomyzon mariae) è un agnato d'acqua dolce della famiglia Petromyzontidae.

## Distribuzione e habitat
Si tratta di una specie ad areale piuttosto vasto: è presente nei tributari del mar Baltico (come Oder, Vistola e Nemunas) e del mar Nero (come Danubio - dubbio- e Kuban'), nonché in alcuni tributari del Volga, appartenenti al bacino del mar Caspio.
Vive solo in acqua dolce sia in altitudine che in pianura purché in acque fresche, pure e ben ossigenate.

## Descrizione
Questa specie è simile ad altre specie del genere come Eudontomyzon danfordi da cui si può distinguere per avere i denti arrotondati, la pinna caudale di color nero e con forma a spada.
Non supera i 20 cm di lunghezza.

## Biologia
L'adulto non si nutre mentre le larve (ammocete) sono filtratrici e vivono infossate nel sedimento. Ha abitudini notturne ma l'accoppiamento avviene nelle ore assolate, nei mesi di aprile-maggio.